# Lizton
Lizton és una població dels Estats Units a l'estat d'Indiana. Segons el cens del 2000 tenia 372 habitants.

## Demografia
Segons el cens del 2000, Lizton tenia 372 habitants, 161 habitatges, i 100 famílies. La densitat de població era de 495,3 habitants/km².
Dels 161 habitatges en un 37,9% hi vivien nens de menys de 18 anys, en un 44,1% hi vivien parelles casades, en un 11,8% dones solteres, i en un 37,3% no eren unitats familiars. En el 33,5% dels habitatges hi vivien persones soles l'11,2% de les quals corresponia a persones de 65 anys o més que vivien soles. El nombre mitjà de persones vivint en cada habitatge era de 2,31 i el nombre mitjà de persones que vivien en cada família era de 2,94.
Per edats la població es repartia de la següent manera: un 26,9% tenia menys de 18 anys, un 7,8% entre 18 i 24, un 36,3% entre 25 i 44, un 18,8% de 45 a 60 i un 10,2% 65 anys o més.
L'edat mediana era de 33 anys. Per cada 100 dones de 18 o més anys hi havia 94,3 homes.
La renda mediana per habitatge era de 40.694 $ i la renda mediana per família de 55.313 $. Els homes tenien una renda mediana de 36.023 $ mentre que les dones 23.750 $. La renda per capita de la població era de 20.269 $. Entorn del 3% de les famílies i el 3,1% de la població estaven per davall del llindar de pobresa.

## Poblacions més properes
El següent diagrama mostra les poblacions més properes.